# Стрельба в Сан-Диего
Стрельба в Сан-Диего — массовое убийство, которое произошло 18 июля 1984 года в ресторане McDonald’s и вокруг него в городе Сан-Диего (Калифорния, США). Нападавший, 41-летний Джеймс Хьюберти, убил 21 человека и ранил 19, прежде чем был застрелен снайпером SWAT.
Стрельба в Сан-Диего считалась самым массовым расстрелом, совершённым в США до стрельбы в Луби в 1991 году. В настоящее время это седьмой массовый расстрел по числу погибших в истории США.

## Хронология событий

### До стрельбы
15 июля 1984 года, за 3 дня до стрельбы, Джеймс Хьюберти сказал своей жене Этне, что он подозревает, что у него могут быть психические проблемы. Через 2 дня (17 июля) он позвонил в психиатрическую клинику и попросил о приёме. Оставив у регистратора свои контактные данные, он был уверен, что клиника вернётся к его вызову в течение нескольких часов; по словам его жены, он несколько часов сидел рядом с телефоном в ожидании обратного звонка, прежде чем внезапно вышел из дома и уехал в неизвестном направлении на своём мотоцикле. Незаметно для Хьюберти регистратор неправильно написал его фамилию как «Шуберти». Его вежливое поведение не вызывало срочности и звонок в итоге был зарегистрирован как «некризисный», который будет обработан в течение 48 часов.
Примерно через час Хьюберти вернулся домой в довольном настроении. После обеда он, его жена и две дочери (12-летняя Зелия и 10-летняя Кассандра) отправились на велосипеде в близлежащий парк. Вечером того же дня он и Этна вместе смотрели фильм.
Утром следующего дня — в среду 18 июля — Хьюберти повёл жену и дочерей в зоопарк Сан-Диего. Во время прогулки он сказал своей жене, что его жизнь фактически закончена. Ссылаясь на отказ психиатрической клиники ответить на телефонный звонок в предыдущий день, он сказал: «Ну, у общества был шанс» (англ. Well, society had their chance).
После обеда в ресторане «McDonald’s» в районе Клермонт в Сан-Диего семья Хьюберти вернулась домой. Вскоре после прибытия домой Хьюберти вошёл в спальню, где его жена лежала на кровати; он наклонился к ней и сказал: «Я хочу поцеловать тебя на прощание» (англ. I want to kiss you goodbye). Этна спросила его, куда он идёт, на что он ответил: «Отправляюсь на охоту… охотиться на людей» (англ. Going hunting… hunting for humans).
Идя к входной двери дома и неся свёрток, завёрнутый в клетчатое одеяло, Хьюберти взглянул на свою старшую дочь Зелию и сказал ей: «До свидания. Я не вернусь» (англ. Goodbye. I won't be back). Он сел в автомобиль и поехал по бульвару Сан-Исидро; по словам очевидцев, он поехал сначала в супермаркет «Big Bear», а затем — в отделение Почты США, прежде чем приехал на стоянку ресторана «McDonald’s», расположенного примерно в 180 метрах от его дома.

### Стрельба
Примерно в 15:56 Джеймс Хьюберти приехал на чёрном седане «Mercury Marquis» на автостоянку ресторана «McDonald’s» на бульваре Сан-Исидро. Он имел с собой пистолет Browning Hi-Power, пистолет-пулемёт Uzi, помповый дробовик Winchester 1200 и матерчатый мешок, наполненный сотнями патронов для каждого оружия. Внутри ресторана в этот момент находились 45 человек (клиенты и обслуживающий персонал).
Войдя в ресторан через несколько минут, Хьюберти с расстояния 15 футов нацелил свой дробовик на 16-летнего сотрудника Джона Арнольда (англ. John Arnold). Помощник менеджера Гильермо Флорес (исп. Guillermo Flores) крикнул: «Эй, Джон, этот парень собирается застрелить тебя!» (англ. Hey, John, that guy's going to shoot you!). По словам Арнольда, когда Хьюберти нажал на спусковой крючок, «ничего не случилось» (англ. hothing happened). Когда Хьюберти осмотрел свой дробовик, 22-летняя менеджер ресторана Нева Кейн (англ. Neva Caine) направилась к стойке обслуживания ресторана в направлении Арнольда, поскольку он полагал, что инцидент был шуткой и начал уходить от нападавшего. Но Хьюберти выстрелил из дробовика в потолок, прежде чем направил «Узи» в Кейн и выстрелил в неё один раз (пуля попала под левый глаз). После этого через несколько минут Кейн умерла.
Сразу после убийства Кейн Хьюберти выстрелил в Джона Арнольда из дробовика, ранив в грудь, а затем крикнул: «Все на землю!» (англ. Everybody on the ground!) и назвал всех находившихся в ресторане «грязными свиньями», крича при этом, что он «убил тысячи» и «убьёт ещё тысячу». Услышав крики и увидев выстрелы, 25-летний клиент Виктор Ривера (англ. Victor Rivera) попытался убедить Хьюберти больше не стрелять. В ответ Хьюберти выстрелил в Риверу 14 раз, неоднократно выкрикивая «заткнись», когда Ривера кричал от боли.
Поскольку большинство клиентов пыталось спрятаться под столами и кабинками обслуживания, Хьюберти обратил свое внимание на 6 женщин и детей, которые прижались друг к другу. Сначала он убил 19-летнюю Марию Колменеро-Сильву (исп. María Colmenero-Silva) одним выстрелом в грудь, застрелил 9-летнюю Клаудию Перес (исп. Claudia Pérez) из «Узи» и ранил 15-летнюю Имельду Перес (исп. Imelda Pérez) в грудь также из «Узи» и 11-летнюю Аврору Пенью (исп. Aurora Peña) — из дробовика. Раненая в ногу Пенья была закрыта своей беременной тётей, 18-летней Джеки Рейес (англ. Jackie Reyes); Хьюберти выстрелил в Рейес 48 раз из «Узи». Около тела своей матери 8-месячный Карлос Рейес (англ. Carlos Reyes) сидел и вопил, после чего Хьюберти закричал и убил младенца одним выстрелом из пистолета в центр спины.
Затем Хьюберти застрелил 62-летнего дальнобойщика Лоуренса Верслюиса (англ. Laurence Versluis), прежде чем прицелиться в одну из семей возле игровой площадки ресторана, которая пыталась под столом своими телами спасти детей — 31-летняя Блайт Эррера (англ. Blythe Herrera) заслонила под одной из кабинок своего 11-летнего сына Матео (англ. Matao Herrera), а её 33-летний муж Рональд (англ. Ronald Herrera) заслонил под кабинкой напротив них 12-летнего Кита Томаса (англ. Keith Thomas), друга Матео. Хьюберти начал стрелять в людей, сидевших в ресторане, когда шёл к сидевшим за столиками. Рональд Эррера сказал Киту не двигаться, защищая мальчика своим телом. В Кита попали 2 пули (в плечо и руки), но он не был серьёзно ранен; в Рональда Эрреру попали 8 пуль (в живот, грудь, руку и голову), но он выжил; его жена Блайт и сын Матео были убиты многочисленными выстрелами в голову.
Рядом попытались спрятаться под кабинкой две женщины — 24-летняя Гуадалупе дель Рио (исп. Guadalupe del Rio) была против стены; она была защищена своей 31-летней подругой Арисдельси Вуэльвас-Варгас (исп. Arisdelsi Vuelvas-Vargas). Дель Рио получила несколько пуль в спину, живот, грудь и шею, но не была тяжело ранена, а Вуэльвас-Варгас получила одну огнестрельную рану в затылок. В другой кабинке Хьюберти убил 45-летнего банкира Уго Луиса Васкеса (исп. Hugo Luis Vasquez) выстрелом в грудь.
Первый из многих звонков в службы экстренной помощи был сделан в 16:00, но диспетчер ошибочно направил полицейских в другой ресторан «McDonald’s», который находился в 3 километрах от этого ресторана. В течение 10 минут полиция добралась до необходимого ресторана. Полицейские блокировали район, охватывающий 6 кварталов от места стрельбы. Полиция установила командный пункт в двух кварталах от ресторана и развернула 175 офицеров в стратегически важных местах. К 17:00 к полицейским присоединились члены команды SWAT, которые также заняли позиции вокруг ресторана «McDonald’s».
Вскоре после первого вызова «911» на стоянку на своём автомобиле въехала молодая женщина Лидия Флорес (англ. Lydia Flores). Остановившись у окна заказа еды, она заметила разбитые окна и услышала звуки стрельбы до того, как «посмотрела вверх, и там был он, просто стрелял» (англ. looking up and there he was, just shooting). Флорес поехала задним ходом, пока не врезалась в забор; она спряталась в салоне автомобиля вместе со своей 2-летней дочерью до окончания стрельбы.
Вскоре на западную стоянку на своих велосипедах заехали три 11-летних мальчика — Омар Алонсо Эрнандес (исп. Omarr Alonso Hernandez), Джошуа Коулман (англ. Joshua Coleman) и Давид Дельгадо (исп. David Delgado), чтобы купить безалкогольные напитки. Услышав, как люди кричат им что-то непонятное через улицу, мальчики насторожились, прежде чем Хьюберти расстрелял их из дробовика и «Узи»; Коулман выжил, а Дельгадо и Эрнандес умерли на месте. Затем Хьюберти заметил пожилую пару — 74-летнего Мигеля Викторию-Уллоа (исп. Miguel Victoria-Ulloa) и 69-летнюю Аиду Веласкес Викторию (исп. Aida Velázquez Victoria), шедшую ко входу в ресторан. Как только Мигель подошёл, чтобы открыть дверь для своей жены, Хьюберти выстрелил из дробовика, убив Аиду выстрелом в лицо и ранив Мигеля. Впоследствии выживший и не получивший ранений Оскар Мондрагон (англ. Oscar Mondragon) сообщил, что видел, как Мигель держал свою жену на руках, вытирая кровь с её лица, и кричал проклятия в адрес Хьюберти, который вскоре подошёл к нему и убил его выстрелом в голову.
Примерно в 16:10 31-летний Астольфо Феликс (исп. Astolfo Félix) и его 23-летняя жена Марисела (исп. Maricela Félix) приехали в одну из зон обслуживания ресторана. Заметив разбитое стекло, Астольфо первоначально подумал, что продолжаются ремонтные работы, а Хьюберти, двигавшийся к машине, являлся ремонтником. Хьюберти выстрелил из дробовика и «Узи» в пару и их 4-месячную дочь Карлиту (исп. Karlita Félix), тяжело ранив всех троих. Когда Астольфо и Марисела отшатнулись от линии огня Хьюберти, Марисела положила свою кричащую дочку в объятия бегущей женщины и прежде, чем упасть на припаркованный автомобиль, крикнула на испанском: «Пожалуйста, спасите моего ребёнка!» (исп. Por favor, salva a mi hijo!). Женщина отнесла ребёнка в соседнюю больницу, а её муж помог Астольфо и Мариселе в соседнем здании. Все трое членов семьи Феликс выжили.
Несколько выживших позже рассказали, что видели, как Хьюберти подошёл к прилавку и настроил портативное радио, возможно, для поиска новостей, перед тем, как выбрать музыкальную станцию и вернуться к стрельбе. Вскоре после этого он вошёл на кухню ресторана, где увидел 6 человек обслуживающего персонала и со словами: «О, это ещё не всё! Ты пытаешься спрятаться от меня!» (англ. Oh, there's more. You're trying to hide from me!) открыл по ним огонь, убив 21-летнюю Паулину Лопес (исп. Paulina López), 19-летнюю Эльзу Борбоа-Фирро (англ. Elsa Borboa-Firro) и 18-летнюю Маргариту Падилью (исп. Margarita Padilla), и критически ранил 17-летнего Альберта Леоса (англ. Albert Leos). Падилья крикнула своей 17-летней коллеге Венди Фланаган (англ. Wendy Flanagan), чтобы та бежала, перед тем, как получила смертельное ранение. Фланаган, ещё 4 сотрудника и женщина-клиент спрятались в подсобном помещении; позднее к ним присоединился Леос, который заполз в подсобное помещение после нескольких выстрелов.
Когда пожарная машина выехала на территорию ресторана «McDonald’s», Хьюберти расстрелял автомобиль, но никого не ранил. Услышав стоны одного из раненых, 19-летнего Хосе Лосано-Переса (исп. Jose Lozano-Pérez), Хьюберти убил его выстрелом в голову. В какой-то момент раненая Аврора Пенья, которая лежала рядом с телами своих мертвой тёти, двоюродного брата и двух друзей, заметила затишье в стрельбе. Открыв глаза, она увидела стоявшего рядом Хьюберти, смотревшего на неё. Он выругался, бросил в неё пакет с картошкой-фри, затем достал дробовик и выстрелил в Аврору. Она выжила, хотя и находилась на госпитализации дольше, чем любой из раненых. Иногда Хьюберти выкрикивал оправдания перед тем, как убить своих жертв, когда стрелял в них.
Первоначально полиция не знала, сколько стрелков внутри, так как Хьюберти использовал огнестрельное оружие разных типов и быстро сделал много выстрелов. Поскольку большинство окон ресторана было разбито выстрелами, отражения от осколков стекла затрудняли работу полиции. 27-летний полицейский снайпер и член команды SWAT Чарльз Фостер (англ. Charles Foster) расположился на крыше почтового отделения примерно в 32 метрах от ресторана. У него был приказ убить Хьюберти в случае хорошей видимости.

### Конец стрельбы
В 17:17 снайпер Чарльз Фостер, находившийся на крыше почтового отделения, на несколько секунд получил хороший вид на шею Джеймса Хьюберти и выстрелил один раз — пуля попала Хьюберти в грудь, разорвала аорту под сердцем и вышла через позвоночник, оставив выходную рану шириной в 6,5 квадратных сантиметров. Хьюберти упал на пол перед стойкой обслуживания и через несколько секунд умер.
Стрельба продолжалась 78 минут, в течение которых Джеймс Хьюберти сделал минимум 257 выстрелов, убив 20 человек и ранив ещё 20, 1 из которых умер на следующий день. 17 человек были убиты в ресторане и 4 — вблизи от него. Некоторые из жертв пытались остановить кровь салфетками, часто напрасно.
Из 20 человек 13 погибли от огнестрельных ранений в голову, 7 — от выстрелов в грудь и 1 жертва (8-месячный Карлос Рейес) — от одного выстрела в спину.
Жертвы, возраст которых колебался от 8 месяцев до 74 лет, были преимущественно, хотя и не исключительно, мексиканского или мексикано-американского происхождения, отражая местную демографию.
Хотя Хьюберти кричал в начале стрельбы, что он был ветераном Вьетнамской войны, на самом деле он никогда не служил ни в одной из военной отраслей.

## Преступник
Джеймс Оливер Хьюберти (англ. James Oliver Huberty; 11 октября 1942 — 18 июля 1984, 41 год) родился в городе Кантоне (штат Огайо) в семье Эрла Винсента (англ. Earl Vincent Huberty) и Айкл Эвалоне Хьюберти (англ. Icle Evalone Huberty). Когда ему было 3 года, он заразился полиомиелитом и несмотря на то, что он постепенно выздоровел, болезнь вызвала у него постоянные трудности с ходьбой. В начале 1950-х годов его отец купил ферму в округе пенсильванских амишей. Его мать отказалась жить в округе амишей, и вскоре покинула свою семью, чтобы стать проповедником в Южной баптистской конвенции.
В 1962 году Хьюберти поступил в Малоунский университет, где изучал социологию, прежде чем поступить в Питтсбургский институт исследований морфологии. В 1965 году он женился на Этне Маркленд (англ. Etna Markland), с которой познакомился в период посещения Малоунского университета. Вскоре после свадьбы Хьюберти получил лицензию на бальзамирование и устроился на работу в похоронном бюро в Кантоне. Он работал в этой профессии в течение 2 лет, прежде чем стать сварщиком. Вскоре после этого он и его жена переехали в Массиллон (штат Огайо), где у них родились дочери Зелия (англ. Zelia Huberty, в 1972 году) и Кассандра (англ. Cassandra Huberty, в 1974 году).
У Хьюберти была история домашнего насилия с Этной, подавшей отчёт в Кантонское управление по делам детей и семьи, что её муж «испортил» её челюсть. Она доставала карты таро и притворялась, что читает его будущее, чтобы успокоить его и его приступы насилия, создавая временный успокаивающий эффект.
Хьюберти, как самозванный выживальщик, видел признаки того, что в США становится всё труднее и труднее, и считал, что постановления правительства являются причиной проблем в бизнесе, в том числе и его собственном. Он считал, что международные банкиры целенаправленно манипулируют Федеральной резервной системой и разоряют нацию. Убеждённый в том, что повсюду советская агрессия, он считал, что распад общества близок, возможно, из-за экономического кризиса или ядерной войны. Он зациклился на идее подготовки к выживанию в грядущей катастрофе и, живя в то время в Каттоне, снабдил свой дом несколькими тысячами долларов, консервированной едой и шестью единицами огнестрельного оружия, намереваясь использовать их для защиты своего дома во время, по его мнению, грядущего хаоса. По словам знакомого семьи, Джима Асланеса (англ. Jim Aslanes), дом Хьюберти был заполнен заряженным огнестрельным оружием до такой степени, что везде, где Хьюберти сидел или стоял, он «мог спокойно протянуть руку и достать пистолет». Более того, Хьюберти регулярно говорил, что «страна не обращалась с ним правильно, что всё делается против трудящихся».
Когда Хьюберти и его семья в октябре 1983 года переехали из Огайо в Тихуану (Мексика), он оставил всё, кроме самого важного имущества семьи, на складе, но обеспечил перевозку всего своего арсенала оружия. Согласно опубликованным данным, жена и дочери Хьюберти адаптировались в новой местности и подружились с соседями, хотя сам Хьюберти, который мало говорил по-испански, был угрюмым и молчаливым. Через 3 месяца (в январе 1984 года) семья Хьюберти переехала в Сан-Исидро (пригород Сан-Диего), где арендовала двухкомнатную квартиру. В Сан-Исидро Джеймс Хьюберти смог найти работу охранника, и семья переехала в квартиру на Эйвирил-роуд, которая находилась в одном квартале от ресторана «McDonald’s», где Хьюберти 18 июля совершит массовое убийство. Его уволили с работы 10 июля, за неделю до стрельбы.

## Последствия

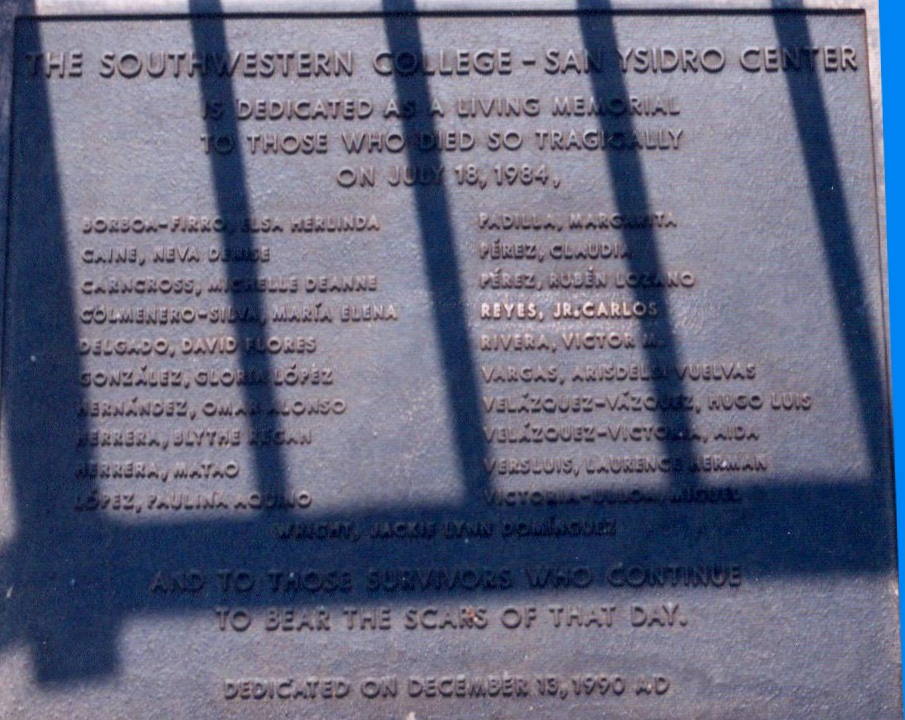
Мемориал жертвам стрельбы в Сан-Диего

Из-за большого количества погибших местные похоронные дома использовали для церемоний прощания Общественный центр Сан-Исидро. Местный приход (церковь Гора Кармел) друг за другом провёл похоронные мессы для всех погибших.
В течение двух дней после стрельбы ресторан был отремонтирован и реконструирован. Его планировали открыть снова в надежде, что — как сказал один сотрудник — ресторан станет «просто ещё одним Макдоналдс». Но после обсуждения с представителями общества было решено, что ресторан не откроется вновь. Недавно отремонтированный ресторан был снесён 28 июля, позже поблизости построили ещё один ресторан «McDonald’s». Сама корпорация также объявила о намерении пожертвовать 1 000 000 долларов в фонд выживших.
В результате массового убийства город Сан-Диего увеличил обучение специальных подразделений и приобрёл более мощное огнестрельное оружие для вооружения полиции. Впоследствии один из работников полиции признался, что чувствовал себя «неполноценным», потому что был вооружён револьвером 38-го калибра.
В течение нескольких недель после стрельбы жена и дочери Хьюберти жили с другом семьи. Несмотря на протесты некоторых жителей, Этна получила первую выплату из фонда выживших. В 1986 году она безуспешно подала иск на 5 000 000 долларов в суд штата Огайо на корпорацию «McDonald’s» и фирму «Babcock & Wilcox», в которой её муж работал сварщиком. В иске утверждалось, что стрельба была вызвана как плохим питанием, так и тем, что её муж работал возле высокотоксичных металлов, и указывалось, что глутамат натрия в еде из «McDonald’s» в сочетании с высоким содержанием свинца и кадмия, которые были обнаружены в организме Хьюберти при его вскрытии и, скорее всего, возникли из-за паров, вдыхавшихся во время его 14-летней работы сварщиком в «Babcock & Wilcox», вызвали галлюцинации и неконтролируемую ярость (результаты вскрытия также показали, что во время совершения убийств в его организме не было следов наркотиков или алкоголя).
23 июля 1984 года тело Джеймса Хьюберти было кремировано. Его прах был похоронен в родном штате Огайо. Этна Хьюберти и её дочери Зелия и Кассандра переехали из Сан-Диего в соседний город Спринг-Вэлли, где Зелия и Кассандра поступили в школу под вымышленными именами. Этна Хьюберти умерла от рака молочной железы в 2003 году.

## В культуре
В 1985 году на основе этих событий был снят фильм «Кровавая среда», выпущенный в 1988 году на VHS.